# Muniria
Muniria es un género recién creado de planta con flores de la familia Lamiaceae. Lo integran 4 especies aceptadas, estrictamente endémicas de una zona muy limitada del Territorio del Norte septentrional de Australia.
- Nota: Recientes estudios citológicos[2] han conducido a desmembrar al antiguo género Pityrodia, por polifilético,[3] y, entre otros cambios, crear el género nuevo Muniria N.Streiber & B.J.Conn, 2011 para 4 especies anteriormente incluidas en Pityrodia.

## Descripción
El género está representado por arbustos perennifolios de hasta 2m de altura, densamente peludos. El tallo y las ramas son cuadrangulares, con hojas simples, subsésiles o pecioladas, decusadas y de forma elíptica, oblonga o ovalada. Son densamente cubiertas de protuberencias y de un indumento de pelos ramificados densamente glandulares. Las inflorescencias, cimosass, son axilares y son constituidas por 1-3 flores hermafroditas, con un par de bractéolas herbáceas sésiles. El cáliz, pentafido, es también cubierto de un denso indumento en la haz. La corola, peluda interiormente, es ligeramente bilabiada, pentalobulada y de color amarillento hasta rojo. Hay 4 estambres, todos plenamente funcionales, con los filamentos del par inferior mucho más largos que los del par superior. Las anteras tienen o no tienen un pequeño acumen en la base. El ovario es globoso, longitudinalmente estriado y más o menos distalmente lobulado y el estilo es filiforme y glabro, con um estigma cortamente bífido. El fruto, seco y indehiscente, es estrechamente obovoído con 4 surcos y callosidades o arrugas transversales y no esta rodeado por el cáliz, que es persistente.

## Taxonomía
El género ha sido creado por Nicolas Streiber y Barry John Conn y publicado en Australian Systematic Botany , vol. 24, p. 1–9, 2011.
La especie tipo es Muniria quadrangulata (Munir) N.Streiber y B.J.Conn, comb. nov..
Etimología
- Muniria: en honor a Ahmad Abid Munir, antiguo botánico del Herbario Estatal de Australia del Sur.

## Especies aceptadas
- Muniria angustisepala (Munir) N.Streiber & B.J.Conn
- Muniria lanceolata (Munir) N.Streiber & B.J.Conn
- Muniria megalophylla (Munir) N.Streiber & B.J.Conn
- Muniria quadrangulata (Munir) N.Streiber & B.J.Conn[2]